# Cristina Esmeralda López
Cristina  Esmeralda López (Ozatlán, El Salvador, 19 de septiembre de 1982) es una exdiputada de la Asamblea Legislativa de El Salvador y exatleta especializada en  marcha atlética. En su carrera deportiva ostenta una medalla de oro en Juegos Panamericanos, siendo la primera y única para El Salvador en tal competencia.

## Orígenes
Cristina es nacida en una familia de escasos recursos, y su madre es Élida López. Logró culminar sus estudios de educación básica con la ayuda del programa EDÚCAME del Ministerio de Educación, el cual le benefició por sus logros deportivos. A partir de 2007, estudia Licenciatura en Nutrición.

## Carrera deportiva
En 1998, mientras estudiaba en el Centro Escolar Cantón Calle Real de Ciudad Delgado, incursionó en las carreras locales de 5 y 10 kilómetros, logrando medallas de plata y oro. Dos años más tarde, apoyada por su madre, ingresa al club Las Águilas del Instituto Nacional de los Deportes de El Salvador (INDES) .
Por problemas económicos, en 2002 migró a Minnesota, Estados Unidos, en búsqueda de trabajo; abandonando así su carrera deportiva de manera temporal. Regresó al El Salvador en 2003. En 2005 retornó a la actividad deportiva, reincorporándose a la disciplina del profesor cubano Rigoberto Medina.
Sus constantes éxitos deportivos, expresados en función de medallas y récords, le han permitido convertirse en Embajadora de los Objetivos de Desarrollo del Milenio mediante el Convenio COES-PNUD. Por otro lado, dichos logros le han llevado a más competencias en representación de El Salvador; siendo su mayor triunfo el obtenido en 2007 en Río de Janeiro, en el que se adjudicó la medalla de oro en 20 km. Acudió a dicha competencia recién recuperada de una lesión en el nervio ciático y con el agravante de la recién descubierta enfermedad de su hija.
Después de atender asuntos familiares, López trató de clasificar a los Juegos Panamericanos de 2011, pero su objetivo se vio frustrado por la lesión. Tras volver de un retiro temporal, en el 2013 participó en el Campeonato Centroamericano de Marcha, en el que logró el primer lugar en los 10 km con registro de 55:48, nueva marca centroamericana.
Ese mismo año fue designada la como abanderada de la delegación salvadoreña para los X Juegos Deportivos Centroamericanos de San José, Costa Rica, y también ganó la medalla de oro en la prueba de los 20 km marcha con registro de 1:48,17.
En 2014 asistió a los XXII Juegos Deportivos Centroamericanos y del Caribe, celebrados en Veracruz, sin resultados satisfactorios en la prueba de 20 km marcha. Al retornar a su país decidió darle un giro a su vida lanzando su candidatura como diputada por el departamento de San Salvador por el Partido de Concertación Nacional (PCN) para las elecciones legislativas y municipales de 2015. El día 13 de marzo, una fuente del PCN anunció que la atleta había ganado una curul en el parlamento salvadoreño, a falta del pronunciamiento oficial del Tribunal Supremo Electoral, el cual dejó en firme los resultados el día 9 de abril por lo que López se aseguró un escaño.
El cargo de diputada no le impidió participar en los Juegos Panamericanos de 2015 de Toronto, ya que había logrado la marca mínima para la prueba de 20 km en agosto de 2014 en México. Para cumplir ese objetivo nuevamente se puso a las órdenes del entrenador cubano Rigoberto Medina. Antes del evento, ganó la carrera de 10 km en el XXVI Campeonato Centroamericano Mayor de Atletismo de Managua, pero en Canadá llegó en la 13.ª posición en la prueba de 20 km con registro de 1:47:33.